# Carice
Carice (Karis en créole haïtien) est une commune d'Haïti située dans le département du Nord-Est. La commune fait partie de l'Arrondissement de Vallières.

## Démographie
La commune est peuplée de 12 382 habitants(recensement par estimation de 2009).

## Administration
La commune est composée des sections communales de :
- Bois-Gamelle
- Rose-Bonite

## Économie
L'économie locale repose sur la culture de la banane, du café, du citron vert, du haricot, du maïs, du manioc, du riz, et du tabac.